# Ibn al-Bannà
Ibn al-Bannà (àrab: ابن البناء المراكشي)  (Marràqueix, 29 de desembre de 1256 - Marràqueix, 31 de juliol de 1321), (literalment «el fill de l'arquitecte»), de nom complet Abu-l-Abbàs Àhmad ibn Muhàmmad ibn Uthman al-Azdí i també conegut com Ibn al-Bannà al-Marraqusí, va ser un matemàtic magrebí dels segles xiii i xiv.

## Vida
Alguns autors afirmen que Ibn al-Bannà era nadiu de Granada, afirmació que sembla bastant incerta. De totes maneres, va estudiar a Fes i Marràqueix, llocs on residien els seus professors coneguts. Segurament va ser un astròleg de la cort marínida del sultà Abu-Saïd Uthman ibn Yaqub, del qui es diu que va predir les circumstàncies exactes de la seva mort. També va dedicar-se a l'ensenyament, tant a Marràqueix com a Aghmat.

## Obra
La llista de les seves obres és molt extensa: més d'un centenar: de les quals la meitat estan dedicades a matemàtiques i astronomia (o astrologia). Però també va escriure sobre els més diversos temes: medicina, teologia, jurisprudència, etc. Això no obstant, la seva fama rau precisament en les obres matemàtiques i astronòmiques. Per les seves obres es veu clarament que escrivia pels seus alumnes, utilitzant una prosa didàctica breu i concisa.
Com astrònom és un fidel seguidor d'Azarquiel, i les seves taules astronòmiques (zij), titulades Minhāj al‐ṭālib fī taʿdīl al‐kawākib (Mètode de l'estudiant per calcular les posicions planetàries) van ser força populars al Marroc i encara eren utilitzades en el segle xix. També va escriure un almanac (nom que sembla que va ser el primer a fer servir), tractats d'ús de l'astrolabi i altres obres astronòmiques menors.
Com matemàtic, la seva obra més coneguda és Talkhis amal al-hisab (Sumari d'operacions aritmètiques) i un resum que en va fer ell mateix amb el títol de Raf al-Hijab. Tot i que, som ja s'ha dit, són manuals d'estudi, s'hi troben en elles algunes idees i resultats originals: suma de termes de sèries, utilització de fraccions contínues per calcular arrels quadrades, càlcul de permutacions i combinacions, ...